# Alex Montgomery
Alexandria Rochell Montgomery, detta Alex (Tacoma, 12 novembre 1988), è un'ex cestista statunitense, professionista nella WNBA.

## Carriera
È stata selezionata dalle New York Liberty al primo giro del Draft WNBA 2011 (10ª scelta assoluta).